# هنري أ. كورتني جونيور
هنري أ. كورتني جونيور (بالإنجليزية: Henry A. Courtney, Jr.)‏ هو ضابط أمريكي، ولد في 6 يناير 1916 في دولوث في الولايات المتحدة، وتوفي في 15 مايو 1945 في جزيرة أوكيناوا في اليابان.